# Нове Село (Дрогобицький район)
Нове́ Село́ (англ. Nove Selo) — село Дрогобицького району Львівської області.
25 листопада 1938 р. розпорядженням міністра внутрішніх справ Польщі Нойдорф перейменовано на Польміновіце. У 1940 р. німців  виселили до Ватерґав. 7.5.1946 перейменували хутір Нойдорф Болохівської сільської Ради на хутір Новосілка. У 1989 р. село вчергове було перейменовано — на сучасну назву.

## Населення

### Мова
Розподіл населення за рідною мовою за даними перепису 2001 року:
| Мова       | Кількість | Відсоток |
| ---------- | --------- | -------- |
| українська | 745       | 99.47%   |
| російська  | 4         | 0.53%    |
| Усього     | 749       | 100%     |